# Massacre de Kibeho
Le massacre de Kibeho est un massacre qui s'est produit le 22 avril 1995 dans un camp pour personnes déplacées près de Kibeho, dans le sud-ouest du Rwanda.
Les soldats australiens faisant partie de la Mission d'assistance des Nations Unies pour le Rwanda ont estimé qu'au moins 4 000 personnes dans le camp avaient été tuées par des soldats de la branche militaire du Front patriotique rwandais, connue sous le nom d'Armée patriotique rwandaise. Le gouvernement rwandais a estimé le nombre de morts à 338.

## Histoire
À la suite du génocide de 1994 et à la victoire de l'Armée patriotique rwandaise (APR) dominée par les Tutsis, de nombreux Hutus, dont un nombre inconnu de ceux qui avaient commis le génocide, ont fui les zones contrôlées par le Front patriotique rwandais (FPR) vers des zones contrôlées par les Français dans le cadre de l'opération Turquoise ainsi que dans les États voisins du Burundi, du Zaïre et de la Tanzanie. Quand les Français se retirent en août 1994, l'administration d'un certain nombre de camps de déplacés internes est pris en charge par la Mission des Nations unies pour l'assistance au Rwanda (MINUAR) et un certain nombre d' autres organisations d'assistance. Le nouveau gouvernement rwandais, dominé par le Front patriotique rwandais (FPR) victorieux, a souhaité identifier les individus et les miliciens Interahamwe enfermés dans les camps qui auraient commis le génocide.
À la fin de 1994, les grands camps des anciennes zones dites de sécurité humanitaire abritaient environ 350 000 personnes. L'ONU a mis en place un Centre d'opérations intégré (CIO) pour gérer le nombre de cas et a réussi à rapatrier environ 80 000 déplacés entre octobre 1994 et janvier 1995. Cependant, cette période coïncide fortuitement avec la période où le nouveau gouvernement du FPR avait réduit les activités de ses escadrons de mise à mort après que leurs activités aient été documentées dans le rapport Gersony, officiellement refusé. En janvier 1995, après que les craintes du FPR concernant les sanctions occidentales se soient apaisées et que les tueries avaient repris, les déplacés internes (PDI) ont refusé de retourner dans leurs villages d'origine, où ils seraient vulnérables aux tueurs. Les travailleurs de terrain de l'ONU sont alors pris dans un « Catch-22 ». La troisième semaine de février, le Centre d'opérations intégré avait pratiquement cessé de travailler et les camps se remplissaient de villageois fuyant la violence dans les collines. « L'hostilité du gouvernement envers les camps était profonde, viscérale... Une grande partie de ceux qui s'étaient réfugiés dans la Zone Turquoise étaient considérés par le gouvernement comme les auteurs du génocide », selon les mots de l'ancien directeur du Bureau des Nations Unies pour les secours d'urgence au Rwanda (United Nations Rwanda Emergency Office, UNREO) et le FPR était méprisant des programmes inadéquats proposés par la bureaucratie onusienne. En revanche, Gérard Prunier affirme que « les camps abritaient des milliers de femmes et d'enfants ainsi que des hommes qui auraient pu ou non être génocidaires ». Pendant ce temps, au siège de l'ONU à New York, il était insisté sur des procédures appropriées et une coopération étroite avec le gouvernement du FPR. L'ancien directeur de l'UNREO écrira par après « Le gouvernement était sur le terrain mais ne s'est jamais pleinement engagé, permettant à la communauté humanitaire d'assumer la responsabilité d'une approche "intégrée" qui en réalité n'a jamais existé ». Les rapports de situation du CIO reflétaient ses responsabilités contradictoires, accusant une « campagne délibérée de désinformation » des déplacés internes refusant de quitter les camps, tout en signalant presque simultanément « les personnes retournant dans les camps, craignant pour leur sécurité personnelle. Certaines personnes fuient les communes et entrent dans les camps pour la première fois ».

## Camp de Kibeho
Au début de 1995, le camp de personnes déplacées de Kibeho était le plus grand du Rwanda, s'étalant sur neuf kilomètres carrés et contenant entre 80 000 et 100 000 personnes. La présence de la MINUAR dans le camp a été maintenue par une compagnie d'infanterie zambienne, avec des services médicaux fournis par Médecins sans frontières (MSF). L'Armée patriotique rwandaise (APR) a maintenu un cordon serré autour du camp. Les réfugiés souhaitant quitter le camp pour rentrer chez eux devaient passer par un poste de contrôle, où les rescapés du génocide signalaient les individus qui avaient participé aux tueries de 1994.
Le 17 avril 1995, le préfet de Butare annonce que tous les camps de la préfecture seraient fermés immédiatement. Le but déclaré était de séparer de force les génocidaires connus de ceux qui seraient renvoyés chez eux via un camp intermédiaire dans la ville voisine de Butare. Le 18 avril, la MINUAR dépêche à la hâte 32 soldats et médecins australiens pour soutenir sa présence à Kibeho.
Le colonel P. G. Warfe de l'armée australienne décrira plus tard les événements de cette journée :    

« Le mardi 18 avril à 3 heures, deux bataillons de soldats de l'APR ont encerclé le camp de Kibeho. L'APR a utilisé un moyen inapproprié en tirant des coups de feu en l'air pour déplacer les personnes y internées. Une femme a reçu une balle dans la hanche et dix personnes, pour la plupart des enfants, ont été piétinées à mort... [Les soldats] ont incendié de nombreuses huttes afin que les déplacés internes ne rentrent pas chez eux. À 16 h 30, l'APR a tiré des coups de semonce et neuf autres personnes déplacées ont été tuées dans la bousculade qui en a résulté. »

— P. G. Warfe [Australian Army], Adresse sur le massacre de Kibeho, Conférence de la Croix-Rouge australienne sur le droit humanitaire, Hobart, Australie, 22-23 juillet 1999, citée dans Prunier 2009, p. 39.    
Le ministre tutsi de la réhabilitation du FPR, Jacques Bihozagara, a tenu une conférence de presse au cours de laquelle il a énoncé : « Il y a des rumeurs selon lesquelles si les déplacés rentrent chez eux, ils seront tués... Si telle était l'intention du gouvernement, il aurait alors continué et tué les gens dans les camps. Après tout, les camps se trouvent sur le territoire rwandais ». En revanche, le ministre hutu de l'intérieur du FPR, Seth Sendashonga, s'est précipité le lendemain à Kibeho pour arrêter les tirs et, à son retour à Kigali, a tenu une réunion d'urgence avec les Nations unies et des ONG pour organiser le transport des déplacés avant que l'Armée patriotique rwandaise ne perde toute retenue. Il a en outre informé le Premier ministre Faustin Twagiramungu, le président du pays Pasteur Bizimungu et le vice-président et ministre de la Défense Paul Kagame, qui lui ont assuré qu'il veillerait à ce que les choses restent sous contrôle. Le lendemain, les soldats ont de nouveau ouvert le feu, tuant plusieurs dizaines de personnes avant d'encercler le camp.

## Massacre du 22 avril 1995
Peu de temps après 10 heures du matin, sous une pluie battante, les forces de l'APR commencent à tirer sur la foule dans le complexe de l'hôpital, provoquant une ruée de réfugiés contre les fils barbelés et les barricades. Les forces de l'APR continuent de tirer sur des réfugiés en fuite pendant les deux heures suivantes. Tout en tirant avec des fusils sur la foule massée, l'APR utilise ensuite des mortiers de 60 mm. Le caporal Paul Jordan a écrit « nous avons observé (et ne pouvions pas faire plus) que ces gens étaient pourchassés et abattus ». L'APR a ralenti le massacre pendant un certain temps après le déjeuner avant de reprendre le feu jusqu'à environ 18 h.
Les équipes médicales de MSF et australienne ont eu du mal à faire face au grand nombre de blessés, dont beaucoup ont été évacués par la suite à l'hôpital de Kigali. Malgré cela, les équipes médicales ont poursuivi leur travail pendant que les sections d'infanterie amenaient des blessés au poste de soin et à l'hôpital, pendant les pauses de tir. Au cours de la matinée, l'hôpital est également transféré, sous le feu, dans le complexe zambien. Les tirs se poursuivent par intermittence tout au long de la journée. La Jordanie se souvient avoir vu des gens « tués dans tout le camp ». L'APR a également utilisé des armes automatiques, des lance-roquettes et des tirs de mitrailleuses de calibre .50 sur une autre vague de déplacés internes qui tentait de s'évader après 17 heures.

## Victimes
L'APR commence à enterrer des corps dans la nuit du 22 au 23 avril. À l'aube du 23 avril, le personnel du corps médical australien a commencé à décompter les morts. Quelque 4 200 corps ont été trouvés dans les zones auxquelles ils avaient accès, et ils ont aussi des preuves que d'autres corps avaient déjà été emportés,. Terry Pickard affirme que l'APR a contraint les Australiens à interrompre le comptage « quand ils ont réalisé ce qui se passait". Les Australiens ont estimé qu'il y avait encore de 400 à 500 corps non dénombrés, sans compter ceux déjà enlevés. Gérard Prunier postule qu'« une estimation non déraisonnable » serait de plus de 5 000 morts. Il y a également eu de nombreux blessés, mais moins que lors d'un combat, car la plupart des victimes ont été tuées à bout portant.
Le ministre de l'intérieur Sendashonga a tenté d'atteindre Kibeho le matin du 23 avril mais a été refoulé par l'armée. Le président Bizimungu est arrivé le même après-midi et a appris qu'il y avait eu environ trois cents victimes, ce qu'il a accepté sans commentaire. Bizimungu a manifesté son mécontentement lorsqu'un officier zambien a tenté de lui présenter les chiffres de l'unité australienne. Le gouvernement rwandais et les responsables de l'ONU ont minimisé le nombre de tués, donnant des estimations publiques de respectivement 330 et 2 000 tués,. Cependant, une série de photos prises par le provost marshal (en) des Nations unies, Mark Cuthbert-Brown, montre une partie de l'étendue du massacre le matin du 23 avril, alors que les troupes zambiennes commençaient à déplacer des corps.
En 1995, Le Monde estime que lors de l'opération lancée par le gouvernement rwandais pour fermer les camps de déplacés, « l'armée rwandaise a tué de 5 000 à 8 000 Hutus dans le camp de Kibeho ».
En avril 2024, la journaliste Michela Wrong estime que le nombre de victimes hutus du massacre de Kibeho approcherait 8 000.

## Conséquences du massacre
Le massacre de Kibeho, et ses suites, ont engendré le début la fracture finale du gouvernement d'unité nationale, créé en juillet 1994. Seth Sendashonga est arrivé à la conclusion que les Hutus étaient collectivement traités comme des meurtriers et fusillés sans procès. Il a continué à se dresser en obstacle pour le FPR, déclarant que les nombreuses personnes arrêtées de Kibeho ne devraient pas être détenues dans des cellules surpeuplées où elles suffoquaient à mort, puis annulant une tentative de la maire de Kigali, Rose Kabuye, de distinguer les résidents actuels de la ville de ceux revenant du Zaïre en codant par couleur leur permis de séjour. Après que la Direction du renseignement militaire (DMI) a divulgué une note à la presse identifiant Sendashunga comme étant lié aux "forces extrémistes", il a dissous les Forces de défense locales (LDF), des groupes mis en place pour remplacer la police mais qui se sont largement transformés en voyous sous la direction de dirigeants ruraux du FPR. Le Premier ministre Twagiramungu a convoqué une réunion spéciale de sécurité le 23 août qui a atteint son apogée après trois jours lorsque Sendashonga, le ministre des Finances Marc Rugenera et le vice-Premier ministre Alexis Kanyarengwe (tous Hutus, qui avaient été publiquement identifiés par le DMI comme étant des traîtres potentiels) ont été rejoints par le ministre tutsi des affaires féminines, Aloisea Inyumba, face à Kagame, en particulier pour sa récente sélection de 117 Tutsis parmi les 145 nouveaux bourgmestres. Kagame a répondu en quittant la salle, mettant ainsi fin à la réunion. Après deux jours, le Premier ministre Twagiramungu a annoncé sa démission mais le président Bizimungu, furieux de la rébellion dans les rangs du gouvernement, a obligé le Parlement à licencier Twagiramungu le 28 août. Le lendemain, Sendashonga, ministre des Transports et des Communications, Immaculée Kayumba, ministre de la justice, Alphonse-Marie Nkubito et le ministre de l'Information Jean-Baptiste Nkuriyingoma ont été démis. Sendashonga et Twagiramungu ont été placés en résidence surveillée, mais ont finalement été autorisés à quitter le pays d'ici la fin de l'année. Alors que le gouvernement d'unité nationale s'est manifestement poursuivi jusqu'à la crise présidentielle de 2000, ces événements l'ont détruit à toutes fins pratiques.

## Voir également
- Liste des massacres au Rwanda (en)